# Gudrun Witte
Gudrun Witte (heute Gudrun Burschik) (* 4. Januar 1962 in München) ist eine ehemalige deutsche Volleyballspielerin.
Gudrun Witte war 375-fache deutsche Nationalspielerin, nur Renate Riek und Ute Steppin absolvierten mehr Länderspiele. 1984 nahm sie mit der bundesdeutschen Volleyball-Nationalmannschaft an den Olympischen Spielen in Los Angeles teil und belegte dort Platz sechs. 1988 wurde sie zur Volleyballerin des Jahres gewählt. Gudrun Witte spielte für SV Lohhof (sechs Mal deutscher Meister), Conad Fano (Italien) und CJD Feuerbach.
Gudrun Burschik ist heute Trainerin beim SV Lohhof. 2015 gewann sie in den USA mit der Seniorinnen-Nationalmannschaft die Ü50-Weltmeisterschaft.